# Lasianthus pedunculatus
Lasianthus pedunculatus là một loài thực vật có hoa trong họ Thiến thảo. Loài này được E.A.Bruce mô tả khoa học đầu tiên năm 1936.